# Tour de Bollingen
Pour les articles homonymes, voir Bollingen.

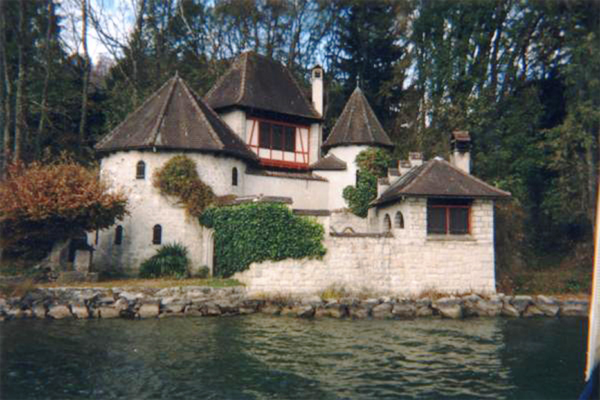
La Tour de Bollingen vue du lac.

La Tour de Bollingen est un bâtiment construit par le psychiatre suisse C. G. Jung, ayant l'apparence d'un petit château garni de plusieurs tours, situé à Bollingen sur la rive septentrionale du haut-lac  (Obersee) de Zurich dans le canton de Saint-Gall en Suisse.
Jung fait l'acquisition du domaine en 1922, après la mort de sa mère. Il construit d'abord une habitation en pierre qu'il développe par la suite pour en faire sa  « Turm » (tour). Sur une période de douze ans il ajoutera à la structure centrale trois bâtiments latéraux qui sont supposés rappeler la représentation de la psyché selon sa conception.
En 1950, à l'occasion de son soixante quinzième anniversaire, Jung installe au bord du lac, du côté ouest de la tour, un petit monument de forme cubique en pierre de taille, sur trois faces duquel il grave des inscriptions.
On peut lire sur la première face une citation du rosaire des philosophes (Rosarium philosophorum) :
Hic lapis exilis extat, pretio quoque vilis, spernitur a stultis, amatur plus ab edoctis
dont on peut donner comme traduction :
Cette pierre est d'humble apparence et bon marché ; elle est méprisée par les sots et n'en est qu'aimée davantage par ceux qui savent
et la dédicace :
IN MEMORIAM NAT[ivitati]S DIEI LXXV C G JUNG EX GRAT[itudine] FEC[it] ET POS[uit] A[nn]O MCML
En souvenir de son soixante-quinzième anniversaire C.G. Jung, en signe de reconnaissance, a façonné et déposé [cette pierre] l'année 1950.

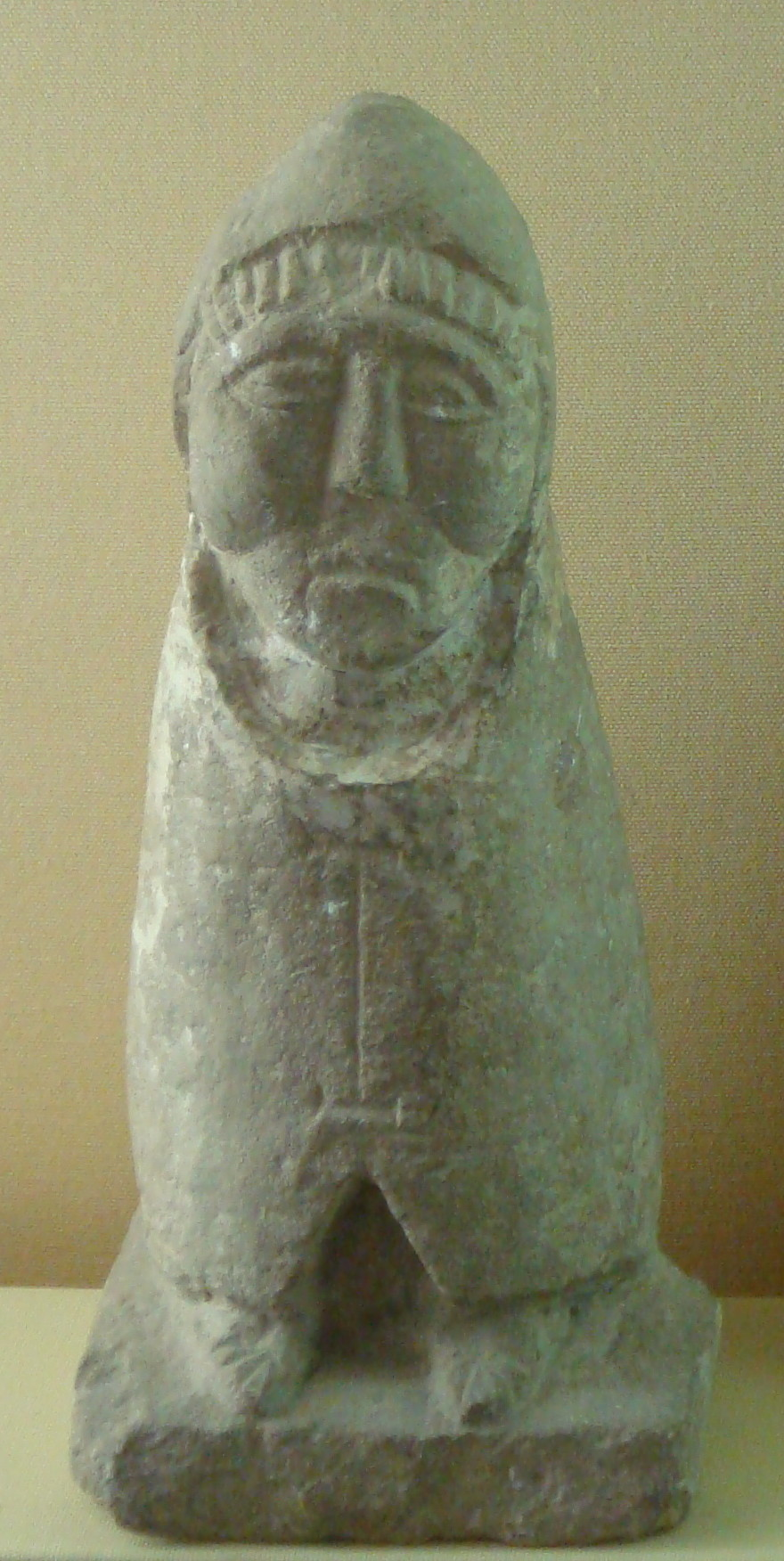
Le dieu Télesphore.

Sur le seconde face, Jung est figuré sous les traits de Télésphore, un nain ou un homoncule portant une lanterne et vêtu d'une pèlerine à capuchon, entouré d'une inscription en grec :
« Ὁ Αἰὼν παῖς ἐστι παίζων, πεττεύων παιδὸς ἡ βασιληίη»

Τελεσφόρος διελαύνων τοὺς σκοτεινοὺς τοῦ κόσμου τόπους, καὶ ὡς ἀστὴρ ἀναλάμπων ἐκ τοῦ βάθους, ὁδηγεῖ «παρ' Ἠελίοιο πύλας καὶ δῆμον ὀνείρων ».
Sur la troisième face est gravée un texte en latin.

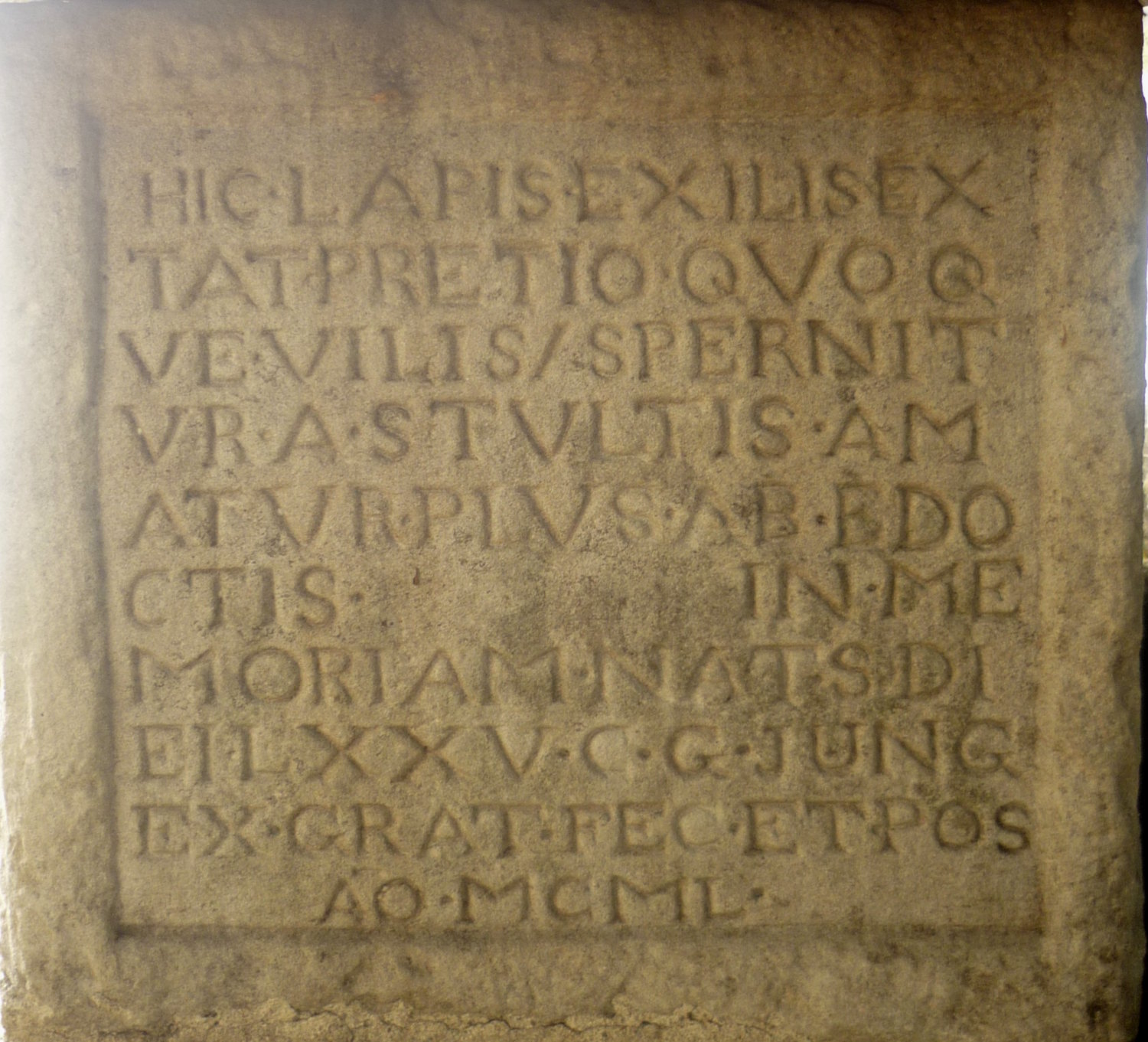
Citation et dédicace du Rosarium.
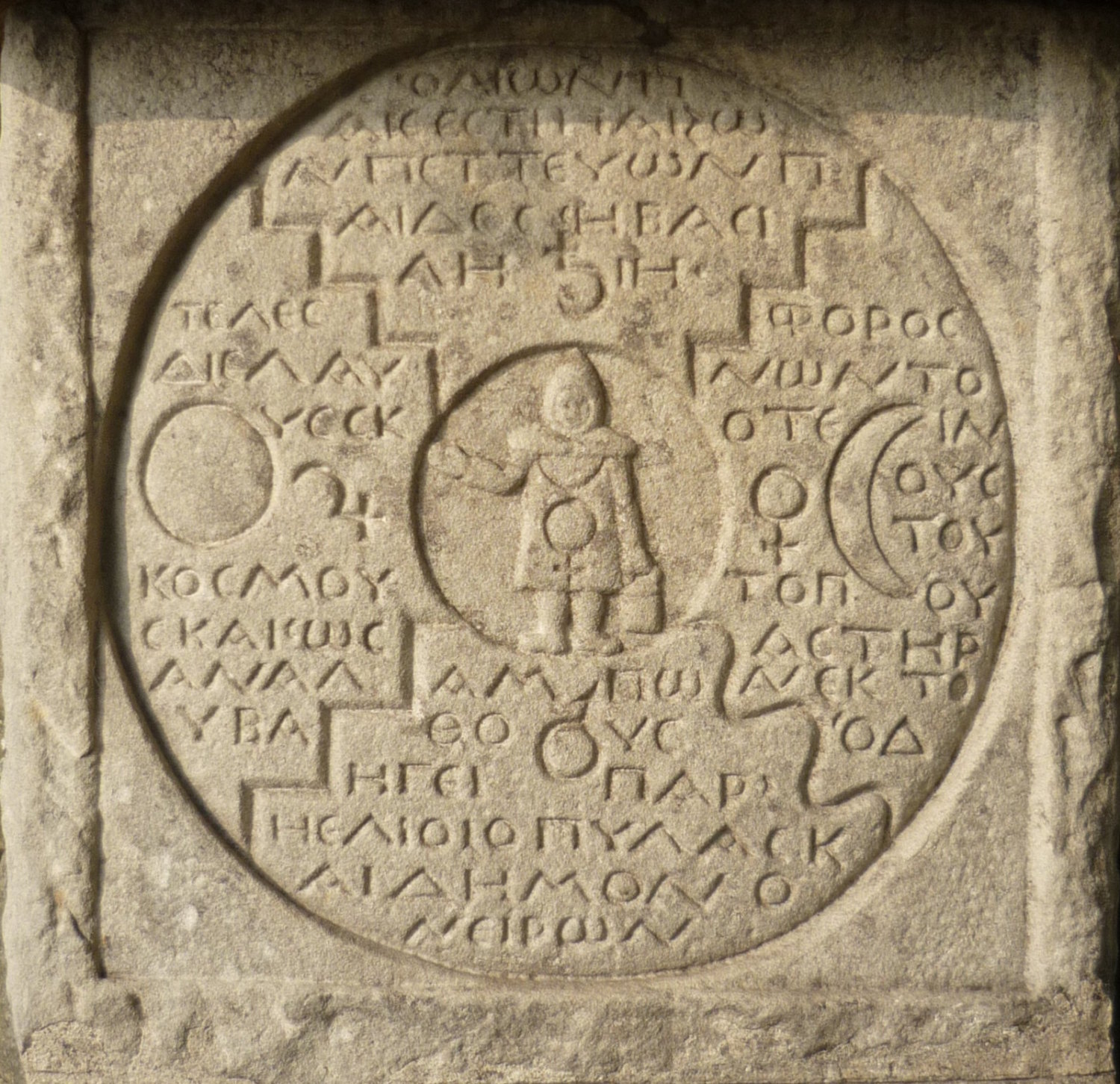
Inscription en grec.
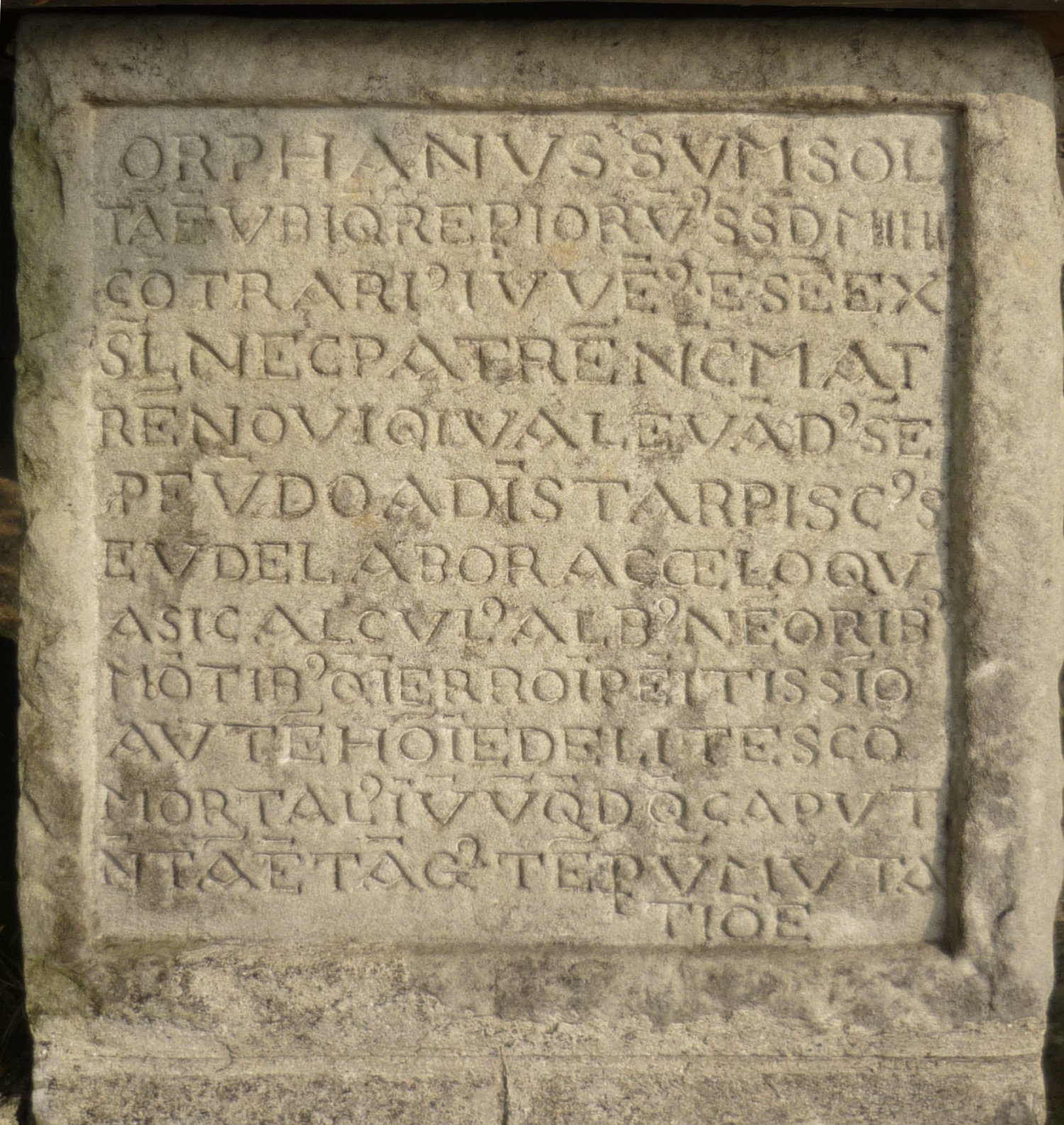
Inscription en latin.

Un second étage fut ajouté après la mort de la femme de Jung en 1955, qui symbolise une « extension de la conscience à laquelle il parvient dans sa vieillesse ».
Pendant la plus grande partie de sa vie, Jung a passé quelques mois par an à Bollingen et y a réalisé maints travaux d'écriture, de peinture et de sculpture.
La propriété de Jung appartient désormais à une société familiale et n'est pas ouverte au public.
La fondation Bollingen, fondée en 1945, doit son nom à cette résidence.

## Source
- (en) Cet article est partiellement ou en totalité issu de l’article de Wikipédia en anglais intitulé « Bollingen Tower » (voir la liste des auteurs).